# دیمین میلر
دیمین میلر (انگلیسی: Damien Miller؛ یک دیپلمات اهل استرالیا است. او نخستین بومی استرالیایی است که به‌عنوان سفیر انتخاب شده است.